# Pico Dixon
El Pico Dixon (en inglés: Dixon Peak) es un pico empinado de 420 m s. n. m. ubicado en el extremo sur de la cresta Paryadin a unos 2 kilómetros al norte del cabo Paryadin en Georgia del Sur, en el océano Atlántico Sur, cuya soberanía está en disputa entre el Reino Unido el cual las administra como «Territorio Británico de Ultramar de las islas Georgias del Sur y Sandwich del Sur», y la República Argentina que las integra al Departamento Islas del Atlántico Sur, dentro de la Provincia de Tierra del Fuego, Antártida e Islas del Atlántico Sur. Fue más o menos trazado por el personal de Investigaciones Discovery en el período de 1926 a 1930, y fue nombrado por el Comité Antártico de Lugares Geográficos del Reino Unido en 1963 por el teniente John B. Dixon, de la Marina Real Británica, agrimensor oficial en el HMS Owen, que estuvo en el área en 1960 y 1961.